# Liste der Kulturdenkmale in Dohma

Wappen der Gemeinde Dohma

Die Liste der Kulturdenkmale in Dohma enthält die Kulturdenkmale in Dohma. Die Anmerkungen sind zu beachten.
Diese Liste ist eine Teilliste der Liste der Kulturdenkmale im Landkreis Sächsische Schweiz-Osterzgebirge.

Diese Liste ist eine Teilliste der Liste der Kulturdenkmale in Sachsen.

## Legende
- Bild: Bild des Kulturdenkmals, ggf. zusätzlich mit einem Link zu weiteren Fotos des Kulturdenkmals im Medienarchiv Wikimedia Commons. Wenn man auf das Kamerasymbol klickt, können Fotos zu Kulturdenkmalen aus dieser Liste hochgeladen werden:
- Bezeichnung: Denkmalgeschützte Objekte und ggf. Bauwerksname des Kulturdenkmals
- Lage: Straßenname und Hausnummer oder Flurstücknummer des Kulturdenkmals. Die Grundsortierung der Liste erfolgt nach dieser Adresse. Der Link (Karte) führt zu verschiedenen Kartendiensten mit der Position des Kulturdenkmals. Fehlt dieser Link, wurden die Koordinaten noch nicht eingetragen. Sind diese bekannt, können sie über ein Tool mit einer Kartenansicht einfach nachgetragen werden. In dieser Kartenansicht sind Kulturdenkmale ohne Koordinaten mit einem roten bzw. orangen Marker dargestellt und können durch Verschieben auf die richtige Position in der Karte mit Koordinaten versehen werden. Kulturdenkmale ohne Bild sind an einem blauen bzw. roten Marker erkennbar.
- Datierung: Baubeginn, Fertigstellung, Datum der Erstnennung oder grobe zeitliche Einordnung entsprechend des Eintrags in der sächsischen Denkmaldatenbank
- Beschreibung: Kurzcharakteristik des Kulturdenkmals entsprechend des Eintrags in der sächsischen Denkmaldatenbank, ggf. ergänzt durch die dort nur selten veröffentlichten Erfassungstexte oder zusätzliche Informationen
- ID: Vom Landesamt für Denkmalpflege Sachsen vergebene, das Kulturdenkmal eindeutig identifizierende Objekt-Nummer. Der Link führt zum PDF-Denkmaldokument des Landesamtes für Denkmalpflege Sachsen. Bei ehemaligen Kulturdenkmalen können die Objektnummern unbekannt sein und deshalb fehlen bzw. die Links von aus der Datenbank entfernten Objektnummern ins Leere führen. Ein ggf. vorhandenes Icon  führt zu den Angaben des Kulturdenkmals bei Wikidata.

## Dohma
| Bild                                    | Bezeichnung | Lage                          | Datierung               | Beschreibung | ID       |
| --------------------------------------- | --- | ----------------------------- | ----------------------- | --- | -------- |
| Direkt Bild zu diesem Denkmal hochladen | Steinkreuz | (Karte)                       | Spätmittelalter         | spätmittelalterliches Weg-, Gedenk- oder Sühnekreuz aus Sandstein, ortsgeschichtlich von Bedeutung. | 09223389 |
| Weitere Bilder                          | Wohnhaus und zwei Seitengebäude eines Mühlenanwesens | Bahretalstraße 3 (Karte)      | bez. 1863               | Ehem. Mühle Dohma – im Giebel Müllerwappen und Inschrift, bezeichnet 1863, baugeschichtlich und ortsgeschichtlich von Bedeutung. | 09224055 |
| Direkt Bild zu diesem Denkmal hochladen | Gebäude eines Vorwerkes | Obere Siedlung 1 (Karte)      | Kern vermutlich 15. Jh. | ortsgeschichtlich und baugeschichtlich von Bedeutung, Alterswert. Zweigeschossiger Bruchstein-Massivbau, beide Geschosse mit gekerbten Natursteingewänden, Satteldach mit großen Ausbauten (ersetzte im Zweiten Weltkrieg das Walmdach), Erdgeschoss fast durchweg mit verschiedenartigen Gewölben, zumeist Kreuzgratgewölben. Das Gebäude ist der Rest eines Vorwerks (vermutlich von Schloss Zehista), dessen sonstige Gebäude in den 1930er Jahren zugunsten von Siedlungsbauten verschwanden, Untersuchung durch die Bauforschung angeraten. | 09306475 |
| Direkt Bild zu diesem Denkmal hochladen | Sachgesamtheitsbestandteil der Sachgesamtheit Rittergut Zehista in der Gemeinde Dohma mit Einzeldenkmal Erbbegräbnis und Sachgesamtheitsteil Fasanerieteich | Weinleite 31 (neben) (Karte)  |                         | Sachgesamtheitsbestandteil der Sachgesamtheit Rittergut Zehista (ID-Nr. 09220767) in der Gemeinde Dohma, mit folgendem Einzeldenkmal: Erbbegräbnis der Familie Rex mit Treppenaufgang, Einfriedungsmauer, Grabsteinen und zwei flankierenden Rosskastanien (Einzeldenkmal ID-Nr. 09303917) und dem Sachgesamtheitsteil: sogenannter Fasanerieteich – ortsgeschichtliche und gartenhistorische Bedeutung. | 09303916 |
| Direkt Bild zu diesem Denkmal hochladen | Erbbegräbnis der Familie Rex nahe dem Gutspark (Einzeldenkmal zu ID-Nr. 09303916)                                                                           | Weinleite 31 (neben) (Karte)  | 1856 (Grabanlage)       | Einzeldenkmal der Sachgesamtheit Rittergut Zehista (in der Gemeinde Dohma): Erbbegräbnis der Familie Rex (mit Treppenaufgang, Einfriedungsmauer und Grabsteinen) nahe dem Gutspark (Einzeldenkmal zu ID-Nr. 09303916) – ortsgeschichtliche Bedeutung. | 09303917 |
|                                         | Eisenbahnstrecke Pirna-Großcotta: Reste der Eisenbahnbrücke und Tunnel                                                                                      | Zum Heideberg - (Karte)       | 1894                    | Reste der Eisenbahnbrücke über die Straße Zum Heideberg sowie Bahndamm und Tunnel der Bahnstrecke Pirna-Großcotta – eisenbahngeschichtlich von Bedeutung. | 09224051 |
| Direkt Bild zu diesem Denkmal hochladen | Wohnstallhaus | Zum Heideberg 4 (Karte)       | Anfang 19. Jh.          | Obergeschoss zum Teil Fachwerk verputzt, baugeschichtlich von Bedeutung. | 09224054 |
| Direkt Bild zu diesem Denkmal hochladen | Wohnstallhaus, Seitengebäude und Scheune eines Dreiseithofes, dazu Hofmauer                                                                                 | Zum Heideberg 9; 9a (Karte)   | bez. 1814               | Wohnstallhaus Putzbau mit Satteldach und Ziergiebel, Inschrifttafel im Giebel, bezeichnet 1814, baugeschichtlich von Bedeutung. Inschrift: 1813 Plünderung, 1814 Instandsetzung, Friedrich Gottlob Prahle. | 09224053 |
| Direkt Bild zu diesem Denkmal hochladen | Wohnhaus und Wohnstallhaus eines Bauernhofes | Zum Heideberg 13 (Karte)      | bez. 1878               | Wohnhaus Putzbau mit Drempel, über der Tür bezeichnet 1878, mit Terrasse auf Stützmauer, baugeschichtlich und ortsgeschichtlich von Bedeutung. | 09224052 |
| Direkt Bild zu diesem Denkmal hochladen | Schule Dohma | Zum Heideberg 18 (Karte)      | bez. 1876               | gründerzeitliches Schulhaus mit übergiebeltem Mittelrisalit und Uhr, baugeschichtlich und ortsgeschichtlich von Bedeutung. | 09224047 |
| Direkt Bild zu diesem Denkmal hochladen | Wohnstallhaus und Scheune eines Bauernhofes | Zum Heideberg 20; 20a (Karte) | 2. Hälfte 19. Jh.       | erhöht gelegener Bauernhof, Wohnstallhaus Putzbau mit Satteldach, Drillingsfenster im Giebel, baugeschichtlich und wirtschaftsgeschichtlich von Bedeutung. | 09224048 |

## Cotta
| Bild                                    | Bezeichnung | Lage                                                       | Datierung                      | Beschreibung | ID       |
| --------------------------------------- | --- | ---------------------------------------------------------- | ------------------------------ | --- | -------- |
| Direkt Bild zu diesem Denkmal hochladen | Zwei nebeneinander stehende Eisenbahnbrücken                                                                             | (Gemarkung Kleincotta; Flurstücke 401/1, 327, 299) (Karte) | 1880; 1927–1928                | Technikgeschichtlich bedeutende dreibogige Natursteinbrücke mit erstmals verwendetem Steingelenk sowie eine später errichtete Stahlfachträgerbrücke an der Bahnstrecke Pirna–Gottleuba (6603; sä. PGl, auch Gottleubatalbahn), technik- und verkehrsgeschichtlich von Bedeutung | 09306725 |
|                                         | Triangulationssäule | (Karte)                                                    |                                | Triangulationssäule auf dem Cottaer Spitzberg – Station der Königlich-Sächsischen Triangulation, Netz 2. Ordnung, wissenschaftlich und technikgeschichtlich von Bedeutung. | 09305061 |
| Direkt Bild zu diesem Denkmal hochladen | Eisenbahnbrücke | An der Waldburg 8 (bei) (Karte)                            | 1927–1928                      | Zweibogige Stampfbetonbrücke der Bahnstrecke Pirna–Gottleuba (6603; sä. PGl, auch Gottleubatalbahn), eisenbahn- und technikgeschichtlich von Bedeutung | 09306726 |
|                                         | Kirche und Kirchhof Großcotta                                                                                            | Cotta A - (Karte)                                          | Ende 15. Jh.                   | Kirche mit Kirchhof, Einfriedungsmauer mit Torbogen und schmiedeeisernem Tor, Leichenhaus und drei Grabmale in der alten Ortslage Großcotta – Saalkirche mit polygonalem Chor, nördlichem Anbau und Südturm, Leichenhaus im Jugendstil, baugeschichtlich und ortsgeschichtlich von Bedeutung. | 09223997 |
| Weitere Bilder                          | Drei Steinkreuze | Cotta A - (Karte)                                          | Spätmittelalter                | alte Ortslage Großcotta, spätmittelalterliche Weg-, Gedenk- oder Sühnekreuze, ortsgeschichtlich von Bedeutung. | 09224017 |
| Direkt Bild zu diesem Denkmal hochladen | Wegestein | Cotta A - (Karte)                                          | bez. 1874                      | alte Ortslage Großcotta, verkehrsgeschichtlich von Bedeutung. Sandstein-Wegesäule, Säule relativ groß. | 09223988 |
| Direkt Bild zu diesem Denkmal hochladen | Wohnhaus | Cotta A 3 (Karte)                                          | 1. Hälfte 19. Jh.              | Obergeschoss Fachwerk, baugeschichtlich von Bedeutung. | 09224002 |
| Direkt Bild zu diesem Denkmal hochladen | Wohnstallhaus eines Bauernhofes                                                                                          | Cotta A 8 (Karte)                                          | 1847                           | Putzbau mit Ziergiebel und Satteldach, mit Konsolgebälk über der Tür, Drillingsfenster im Giebel, baugeschichtlich und straßenbildprägend von Bedeutung. Kubatur, Fassaden-Gestaltung und Baumaterial (regelmäßige Sandsteinquader) sind landschaftstypisch und ortsbildprägend, auf den Giebeln sind Akroterien aufgesetzt, die Giebeldreiecke weisen je Palladiofenster (ein mittleres rundbogiges und zwei flankierende gerade abschließende Fenster) und ein darüberliegendes Halbkreisfenster auf, das Hauptportal ist mit seiner von Konsolen getragenen Bedachung gediegen gestaltet, abgesehen von den Stallfenstern ist der Bau unverändert erhalten. | 09224001 |
| Direkt Bild zu diesem Denkmal hochladen | Wohnhaus eines Bauernhofes                                                                                               | Cotta A 11 (Karte)                                         | 18. Jh.?                       | Obergeschoss Fachwerk, baugeschichtlich und straßenbildprägend von Bedeutung. | 09224000 |
| Direkt Bild zu diesem Denkmal hochladen | Wohnstallhaus eines ehem. Bauernhofes                                                                                    | Cotta A 14 (Karte)                                         | Anfang 19. Jh.                 | Obergeschoss zum Teil Fachwerk verputzt, zwei Korbbogentüren mit Schlussstein, baugeschichtlich von Bedeutung. Korbbogentür an der Vorderseite zum Fenster vermauert. | 09223999 |
| Direkt Bild zu diesem Denkmal hochladen | Pfarrhaus Cotta, dazu Pfarrgarten und Einfriedung                                                                        | Cotta A 18 (Karte)                                         | bez. 1907                      | repräsentatives Pfarrhaus mit Schmuckfachwerk und Erker, in der Fassade bezeichnet 1907, baugeschichtlich und ortsgeschichtlich von Bedeutung. Pfarrgarten: repräsentativer Vorgarten mit Winter-Linde (Tilia cordata) und Eibe (Taxus baccata) sowie Ziergehölzen und Staudenpflanzungen, im rückwärtigen Gartenbereich Ostgarten, Einfriedung: Holzlattenzaun mit Zaunpfosten aus Sandstein sowie Mauerabschnitt aus großformatigen Sandsteinblöcken. | 09223998 |
| Direkt Bild zu diesem Denkmal hochladen | Sachgesamtheit Rittergut Cotta mit Einzeldenkmalen: Herrenhaus, Gärtnerhaus, Wohn- und Wirtschaftsgebäude sowie Gutspark | Cotta A 19; 19d; 19e; 19f; 26b (Karte)                     |                                | Sachgesamtheit Rittergut Cotta mit folgenden Einzeldenkmalen: Herrenhaus (Nr. 19), Gärtnerhaus (Nr. 19d), Wohn- und Wirtschaftsgebäude (19e, f), Scheune (mit Hocheinfahrt) und ehemaliges Kutscherhaus (Pferdestall, Nr. 26b) (Einzeldenkmal ID-Nr. 09223996) sowie Gutspark (Gartendenkmal) – lang gestrecktes, schlossähnliches Herrenhaus im Stil der Neorenaissance, Gutspark mit Wegesystem, raum- und strukturbildender Bepflanzung, Teich, Aussichtsplattform mit Gondelanlageplatz, Bodenrelief und Blickbeziehungen, baugeschichtlich und ortsgeschichtlich von Bedeutung. | 09300136 |
|                                         | Schloss Cotta, Gärtnerhaus, Wohn- und Wirtschaftsgebäude, Scheune und Kutscherhaus (Einzeldenkmale zu ID-Nr. 09300136)   | Cotta A 19; 19d; 19e; 19f; 26b (Karte)                     | Herrenhaus bez. 1650 (Nr. 19)  | Einzeldenkmale der Sachgesamtheit Rittergut Cotta: Herrenhaus (Nr. 19), Gärtnerhaus (Nr. 19d), Wohn- und Wirtschaftsgebäude (19 e, f), Scheune (mit Hocheinfahrt) und ehemaliges Kutscherhaus (Pferdestall, Nr. 26b) – lang gestrecktes, schlossähnliches Herrenhaus im Stil der Neorenaissance, baugeschichtlich und ortsgeschichtlich von Bedeutung. | 09223996 |
| Direkt Bild zu diesem Denkmal hochladen | Alte Schule | Cotta A 26 (Karte)                                         | Mitte 19. Jh.                  | Putzbau mit Gurtgesims und kleinem Drempel, Rundbogenfenster im Erdgeschoss, flaches Walmdach, baugeschichtlich und ortsgeschichtlich von Bedeutung. | 09223995 |
| Direkt Bild zu diesem Denkmal hochladen | Schule Großcotta | Cotta A 26a (Karte)                                        | bez. 1899                      | repräsentativer Putzbau auf hohem Sockelgeschoss, mit übergiebeltem Mittelrisalit und aufwändiger dreiläufiger Freitreppe, Walmdach, baugeschichtlich und ortsgeschichtlich von Bedeutung. | 09223994 |
| Direkt Bild zu diesem Denkmal hochladen | Wohnhaus | Cotta A 28a (Karte)                                        | bez. 1867                      | Bruchsteinbau mit Drempel, Sandsteingewände, im Türsturz bezeichnet 1867, Drillingsfenster im Giebel, baugeschichtlich von Bedeutung. | 09223993 |
| Direkt Bild zu diesem Denkmal hochladen | Wohnstallhaus und Scheune eines Zweiseithofes                                                                            | Cotta A 29 (Karte)                                         | M. 19. Jh.                     | Wohnstallhaus mit Ziergiebel und Konsolgebälk über der Tür, baugeschichtlich und wirtschaftsgeschichtlich von Bedeutung. | 09223992 |
| Direkt Bild zu diesem Denkmal hochladen | Gasthof Großcotta | Cotta A 31b (Karte)                                        | bez. 1897                      | großes Gasthofgebäude mit übergiebeltem Mittelrisalit, baugeschichtlich und ortsgeschichtlich von Bedeutung. | 09223991 |
| Direkt Bild zu diesem Denkmal hochladen | Wohnhaus | Cotta A 32 (Karte)                                         | 1. Hälfte 19. Jh.              | Putzbau mit Krüppelwalmdach, Korbbogentür mit Schlussstein, darüber Konsolgesims, baugeschichtlich von Bedeutung. | 09223990 |
| Direkt Bild zu diesem Denkmal hochladen | Alte Schmiede | Cotta A 33; 33c (Karte)                                    | bez. 1809 (Schlussstein)       | Ehemaliges Wohn-Werkstatt-Gebäude (Nr. 33) und Wohnhaus (Nr. 33c) einer Schmiede – Werkstattgebäude mit zwei Korbbogentüren, Schlusssteine bezeichnet 1809 und 1876, jüngeres Wohnhaus Putzbau mit Fensterbedachungen, Giebelseite mit Balkon mit schmiedeeisernem Gitter, in der Fassade bezeichnet 1888, baugeschichtlich und ortsgeschichtlich von Bedeutung. | 09223989 |
| Direkt Bild zu diesem Denkmal hochladen | Transformatorenhaus | Cotta A 35c (bei) (Karte)                                  | um 1910                        | technikgeschichtlich von Bedeutung. | 09299980 |
| Direkt Bild zu diesem Denkmal hochladen | Wohnhaus | Cotta A 38b (Karte)                                        | um 1900                        | frei stehendes, städtisch wirkendes Wohnhaus mit Holzziergiebeln und reicher Dachlandschaft, baugeschichtlich von Bedeutung, Löwenköpfe. | 09223987 |
| Direkt Bild zu diesem Denkmal hochladen | Wohnstallhaus, Scheune, Auszüglerhaus und Schuppen eines Vierseithofes                                                   | Cotta A 39 (Karte)                                         | bez. 1850                      | großer Bauernhof, Wohnstallhaus Putzbau mit Drillingsfenster im Giebel, über der Tür bezeichnet 1850, baugeschichtlich und ortsbildprägend von Bedeutung. Wohnstallhaus mit Stockgesims und gestalteter Türumrahmung, Toreinfahrt: zwei Torpfeiler. | 09223986 |
| Direkt Bild zu diesem Denkmal hochladen | Östliche Scheune eines Bauernhofes                                                                                       | Cotta B 1 (Karte)                                          | 2. Hälfte 19. Jh.              | stattliche Scheune, verputzter Bruchsteinbau auf hohem Sockel und Lüftungsschlitzen, Drempel, im Giebel Zwillingsfenster, baugeschichtlich und straßenbildprägend von Bedeutung. | 09224003 |
| Weitere Bilder                          | Wohnstallhaus, Seitengebäude (Umgebinde) und Reste der nordwestlichen Scheune eines Bauernhofes, dazu Hofpflaster        | Cotta B 3 (Karte)                                          | bez. 1860                      | Wohnstallhaus Putzbau mit Konsolgesims, über der Tür bezeichnet 1860, Zwillingsfenster im Giebel, älteres Auszüglerhaus Umgebinde mit Fachwerk im Obergeschoss, baugeschichtlich und hausgeschichtlich von Bedeutung. - Keller: Später errichtete Stützwand über die gesamte Gebäudelänge zum tiefer liegenden Hof hin, deshalb Keller im Vorderteil des Hauses direkt vom Hof aus begehbar. Auf dem Putz der Stützwand graue, weiße und rötliche Farbreste. - Erdgeschoss: Gesamte hofseitige Wand durch Stützwand ersetzt. In der Blockstube eine Balkendecke mit mehrfach gegliederten Schiffchenkehlen und gestulpten Holzeinschüben. Fehlender Rähmbalken auf der hofabgewandten Längsseite, deshalb bis zur Hauseingangstür um Balkenbreite zurückgesetztes Obergeschoss. - Obergeschoss Auszugshaus: Spätere Holzverkleidung. Dachdeckung: Zementfalzziegel. M. Hammer. | 09224004 |
| Direkt Bild zu diesem Denkmal hochladen | Wohnstallhaus und nördliche Scheune eine Bauernhofes, dazu Hofmauer mit Toreinfahrt und Pforte                           | Cotta B 11 (Karte)                                         | bez. 1748                      | Wohnstallhaus Obergeschoss Fachwerk, ehemalige Korbbogentür im Schlussstein bezeichnet 1748, heutige Tür im Sturz bezeichnet 1848, Scheune zum Teil Fachwerk, baugeschichtlich und wirtschaftsgeschichtlich von Bedeutung. | 09224008 |
| Direkt Bild zu diesem Denkmal hochladen | Wohnstallhaus, Seitengebäude und Scheune eines Dreiseithofes                                                             | Cotta B 12 (Karte)                                         | 1. Hälfte 19. Jh.              | Wohnstallhaus, Seitengebäude und Scheune eines Dreiseithofes, dazu Hofmauer mit Toreinfahrt und zwei Pforten – Wohnstallhaus Obergeschoss Fachwerk, baugeschichtlich und wirtschaftsgeschichtlich von Bedeutung. | 09224012 |
| Direkt Bild zu diesem Denkmal hochladen | Wohnstallhaus über winkligem Grundriss                                                                                   | Cotta B 13f (Karte)                                        | Mitte 19. Jh., Kern wohl älter | Putzbau, über einer Tür unleserlich bezeichnet, baugeschichtlich von Bedeutung. | 09224015 |
| Direkt Bild zu diesem Denkmal hochladen | Protzemühle Cotta | Cotta B 16e; 16d (Karte)                                   | erste Erwähnung 1575           | Protzemühle Cotta: Ehem. Mühle; Brotbäckerei und Mühlenwerke Julius Protze (auch Neundorfer Mühle) mit Mühlengebäude (Nr. 16e), Wohngebäude (ausgeschlossen das neuere Wohngebäude) sowie Nebengebäude (Nr. 16d, mit Wohn- und Scheunenteil) – neuere große Mühlengebäude hinterer Teil ruinös, Wohngebäude mit Fachwerk-Obergeschoss, massives Nebengebäude, baugeschichtlich und ortsgeschichtlich von Bedeutung. | 09225540 |
| Direkt Bild zu diesem Denkmal hochladen | Wohnstallhaus, Seitengebäude und Scheune eines Dreiseithofes                                                             | Cotta B 18 (Karte)                                         | Mitte 19. Jh.                  | Wohnstallhaus, Seitengebäude und Scheune eines Dreiseithofes, dazu Hofmauer mit Toreinfahrt und Pforte – Wohnstallhaus Obergeschoss zum Teil Fachwerk verputzt, baugeschichtlich und wirtschaftsgeschichtlich von Bedeutung. | 09224014 |
| Direkt Bild zu diesem Denkmal hochladen | Wohnstallhaus und Scheune eines Dreiseithofes                                                                            | Cotta B 21 (Karte)                                         | 2. Hälfte 19. Jh.              | Wohnstallhaus und Scheune eines Dreiseithofes, dazu Hofmauer mit Toreinfahrt und Pforte – Wohnstallhaus Putzbau mit Satteldach, Drillingsfenster im Giebel, baugeschichtlich und wirtschaftsgeschichtlich von Bedeutung. | 09224013 |
| Direkt Bild zu diesem Denkmal hochladen | Wohnstallhaus und Seitengebäude eines Bauernhofes                                                                        | Cotta B 23; 23a (Karte)                                    | bez. 1857                      | Wohnstallhaus (Nr. 23) und Seitengebäude (Nr. 23a) eines Bauernhofes, dazu Hofmauer mit Toreinfahrt und Pforte – alte Ortslage Kleincotta, Wohnstallhaus Obergeschoss Fachwerk, zum Teil verputzt, über der Tür bezeichnet 1857, Drillingsfenster im Giebel, baugeschichtlich und wirtschaftsgeschichtlich von Bedeutung. | 09224011 |
| Direkt Bild zu diesem Denkmal hochladen | Wohnstallhaus eines Bauernhofes                                                                                          | Cotta B 30 (Karte)                                         | Kern um 1800                   | teils wohl noch Fachwerk verputzt, baugeschichtlich von Bedeutung. | 09299979 |
| Direkt Bild zu diesem Denkmal hochladen | Wohnstallhaus und Scheune eines Bauernhofes                                                                              | Cotta B 31 (Karte)                                         | bez. 1877                      | Wohnstallhaus Putzbau mit Satteldach, Scheune zum Teil verbrettert, baugeschichtlich und wirtschaftsgeschichtlich von Bedeutung. | 09224006 |
| Direkt Bild zu diesem Denkmal hochladen | Wohnstallhaus und Scheune eines Bauernhofes                                                                              | Cotta B 32 (Karte)                                         | Mitte 19. Jh.                  | Westliches Wohnstallhaus und gegenüber liegende Scheune eines Bauernhofes, dazu Hofmauern mit Toreinfahrt und Pforte – Wohnstallhaus Obergeschoss Fachwerk, baugeschichtlich und wirtschaftsgeschichtlich von Bedeutung. Scheune in Fassade bezeichnet. | 09224005 |
| Direkt Bild zu diesem Denkmal hochladen | Wohnstallhaus eines Bauernhofes                                                                                          | Cotta B 33 (Karte)                                         | Mitte 19. Jh.                  | Putzbau mit Satteldach, baugeschichtlich von Bedeutung. | 09299981 |

## Goes
| Bild                                    | Bezeichnung                                                        | Lage                      | Datierung                                 | Beschreibung | ID       |
| --------------------------------------- | ------------------------------------------------------------------ | ------------------------- | ----------------------------------------- | --- | -------- |
| Direkt Bild zu diesem Denkmal hochladen | Denkmalschutzgebiet Rundling Goes                                  | (Karte)                   |                                           | | 09300010 |
| Direkt Bild zu diesem Denkmal hochladen | Denkmal für die Gefallenen des Ersten Weltkrieges                  | Dorfstraße - (Karte)      | nach 1918 (Kriegerdenkmal)                | Kriegerdenkmal Goes – ortsgeschichtlich von Bedeutung. Eisernes Kreuz auf Postament und Stufenpodest (Sandstein). | 09222196 |
| Direkt Bild zu diesem Denkmal hochladen | Wohnhaus                                                           | Dorfstraße 2 (Karte)      | 2. Hälfte 19. Jh., Kernbau älter          | großer Putzbau mit steilem Satteldach und Ziergiebel, Drillingsfenster im Giebel, baugeschichtlich von Bedeutung. Drei Eingänge, eine Korbbogentür mit Schlussstein.                                                                                   | 09222186 |
| Direkt Bild zu diesem Denkmal hochladen | Wohnhaus                                                           | Dorfstraße 3 (Karte)      | um 1800, verändert                        | lang gestreckter Putzbau (ehemals Seitengebäude, zu Nummer 2 gehörig), baugeschichtlich von Bedeutung, eine Korbbogentür mit Schlussstein. | 09222187 |
| Direkt Bild zu diesem Denkmal hochladen | Wohnstallhaus eines Bauernhofes (mit Relief) und Torpfeiler        | Dorfstraße 4 (Karte)      | 1848 (Auskunft)                           | vermutlich ehemalige Schmiede, Putzbau mit steilem Satteldach und Ziergiebel, baugeschichtlich und ortsgeschichtlich von Bedeutung. Am Haus Relief mit der Darstellung einer Hufschmiede und Inschrift „Ora et Labora“.                                | 09222188 |
| Direkt Bild zu diesem Denkmal hochladen | Wohnstallhaus, Seitengebäude und Scheune eines Dreiseithofes       | Dorfstraße 9; 9a (Karte)  | 1860er Jahre, lt. Auskunft, Kernbau älter | Wohnstallhaus (Nr. 9), Seitengebäude und Scheune (Nr. 9a) eines Dreiseithofes, dazu Torpfeiler und Pflasterung im Hof – Wohnstallhaus Putzbau mit Ziergiebel, Zwillingsfenster im Giebel, baugeschichtlich und wirtschaftsgeschichtlich von Bedeutung. | 09222189 |
| Direkt Bild zu diesem Denkmal hochladen | Bauernhof mit Wohnstallhaus, Scheune, Stallgebäude und Toreinfahrt | Dorfstraße 10 (Karte)     | bez. 1794                                 | Inschrifttafel im Giebel bezeichnet 1794, baugeschichtlich und wirtschaftsgeschichtlich von Bedeutung. | 09222190 |
| Direkt Bild zu diesem Denkmal hochladen | Bauernhof mit Wohnstallhaus und Torpfeilern der Hofzufahrt         | Dorfstraße 11 (Karte)     | um 1800                                   | Wohnstallhaus mit Schaugiebel, baugeschichtlich und ortsbildprägend von Bedeutung. | 09222191 |
| Direkt Bild zu diesem Denkmal hochladen | Bauernhof mit Wohnstallhaus, Scheune, Pforte und Torbogen          | Dorfstraße 12 (Karte)     | 2. Hälfte 18. Jh.                         | baugeschichtlich und wirtschaftsgeschichtlich und ortsbildprägend von Bedeutung. Im Stall Kreuzgratgewölbe, Torbogen im Schlussstein bezeichnet. | 09222192 |
| Direkt Bild zu diesem Denkmal hochladen | Wohnstallhaus und Scheune eines Bauernhofes                        | Dorfstraße 14 (Karte)     | Ende 18. Jh.                              | baugeschichtlich und wirtschaftsgeschichtlich von Bedeutung. | 09222193 |
| Direkt Bild zu diesem Denkmal hochladen | Bauernhof mit ehemaligem Wohnstallhaus und Scheune                 | Dorfstraße 23 (Karte)     | Ende 18. Jh.                              | Wohnstallhaus Obergeschoss Fachwerk, Fachwerk-Scheune verputzt und verbrettert, baugeschichtlich und wirtschaftsgeschichtlich von Bedeutung. | 09222194 |
| Direkt Bild zu diesem Denkmal hochladen | Bauernhof mit Wohnstallhaus und Scheune                            | Dorfstraße 24 (Karte)     | 1. Hälfte 19. Jh., Kern womöglich älter   | baugeschichtlich und wirtschaftsgeschichtlich von Bedeutung. | 09222195 |
| Direkt Bild zu diesem Denkmal hochladen | Bauernhof mit Wohnstallhaus und Scheune                            | Dorfstraße 34 (Karte)     | bez. 1766                                 | Wohnstallhaus Obergeschoss Fachwerk verbrettert, lt. Auskunft bezeichnet 1766, massive Scheune, baugeschichtlich und wirtschaftsgeschichtlich von Bedeutung.                                                                                           | 09222200 |
| Direkt Bild zu diesem Denkmal hochladen | Wohnstallhaus, Scheune und Auszüglerhaus eines Dreiseithofes       | Dorfstraße 37; 38 (Karte) | im Kern wohl 18. Jh. (Wohnstallhaus)      | Wohnstallhaus, Scheune und Auszüglerhaus eines Dreiseithofes, dazu Hofmauer mit Pforte und Torpfeilern – Wohnstallhaus Putzbau mit Ziergiebel, baugeschichtlich, wirtschaftsgeschichtlich und ortsbildprägend von Bedeutung.                           | 09222199 |
| Direkt Bild zu diesem Denkmal hochladen | Gasthof Goes                                                       | Dorfstraße 39 (Karte)     | 2. Hälfte 19. Jh.                         | Gasthof mit Saalanbau – ortsgeschichtlich von Bedeutung. | 09222198 |

## Ausführliche Denkmaltexte
1. ↑  Die Station wurde im Oktober 1865 auf der Kuppe des Cottaer Spitzberges errichtet. Vom Grundstückseigentümer Gutsbesitzer J. F. Mitzscherlich in Grosscotta wurde mittels Vertrag vom 31. Januar 1867 für eine Fläche von 37 m² am Standort der Säule ein Baurecht erworben. Dafür entstanden Kosten in Höhe von insgesamt 25 Mark. Zusätzlich mussten Sträucher in der Säulenumgebung beseitigt werden. Auf dem Pfeiler haben sehr oft Messungen stattgefunden, in die viele weitere Punkte auf bekannten Berggipfeln einbezogen wurden, wie der Kleine Bärenstein, der Finckenfang, die Panoramahöhe oder der Gohrisch. Aber auch Türme fanden Berücksichtigung in Weesenstein, auf dem  Sonnenstein oder in Wehlen. Unterhalb des Gipfels steht neben einer Hütte eine Tafel mit Informationen über die Säule. Im Zeitraum 1862 bis 1890 erfolgte im Königreich Sachsen eine Landesvermessung, bei der zwei Dreiecksnetze gebildet wurden. Zum einen handelt es sich um das Netz für die Gradmessung im Königreich Sachsen (Netz I. Classe/Ordnung) mit 36 Punkten und die Königlich Sächsische Triangulierung (Netz II. Classe/Ordnung) mit 122 Punkten. Geleitet wurde diese Landesvermessung durch Christian August Nagel, wonach die Triangulationssäulen auch als „Nagelsche Säulen“ bezeichnet werden. Dieses Vermessungssystem war eines der modernsten Lagenetze in Deutschland. Die hierfür gesetzten Vermessungssäulen blieben fast vollständig an ihren ursprünglichen Standorten erhalten. Sie sind ein eindrucksvolles Zeugnis der Geschichte der Landesvermessung in Deutschland sowie in Sachsen. Das System der Vermessungssäulen beider Ordnungen ist in seiner Gesamtheit ein Kulturdenkmal von überregionaler Bedeutung. LfD/2013.
2. ↑  Evangelische Pfarrkirche Großcotta, ehem. St. Nikolaus. Saalkirche mit schmälerem Chor, dieser mit 3/8-Schluss. Turm an der Südseite. Eine Kapelle ist 1109 erwähnt. Die jetzige Kirche wohl um 1500, vergrößert um 1606, der Turm von 1618. Eingreifender Umbau 1878–1880 durch Gotthilf Ludwig Möckel (1838–1915). Portal und Fenstergewände mit Stabwerk. Der Turm mit Eckquaderung, die geschweifte und gestufte Haube mit Schiefer gedeckt. Im Chor Kreuzrippengewölbe, das Schiff mit hölzerner Flachdecke. Neugotische Kanzel. Aufwendig gestaltetes Epitaph, 18. Jh., Sandstein. – Die Friedhofskapelle um 1905, Jugendstil. (Dehio Sachsen I, 1996).

Torbogen und Tor zum Kirchhof Jugendstil, an der Rückseite des Torbogens Wappenschild, bezeichnet 1629:
1. Grabmal Carl Gottlieb Saupe, Ädikula, Sandstein, bezeichnet 1876,
2. Grabmal Familie Haake, dreizoniger Wandaufbau mit überhöhtem Mittelteil, Sandstein, um 1900,
3. Grabmal Familie Heschel, dreizoniger Wandaufbau mit überhöhtem Mittelteil, Sandstein, bezeichnet 1918.
3. ↑  Ehem. Rittergut Cotta
  - Geschichte:
  - 1662 Erbauung des Herrenhauses durch den Freiherrn von Friesen,
  - 1821–1832 im Besitz des Handelsherren Gottfried Christoph Härtel aus Leipzig,
  - 1832–1868 im Besitz von Elwine Härtel, der Tochter des Leipziger Händlers, spätere verehelichte Freifrau von Leyser und von Burchardi,
  - 1833 Umgestaltung des Herrenhauses im Stile des Klassizismus durch Elwine von Leyser,
  - 1868 Verkauf des Gutes an den böhmischen Baron Bradský von Laboun,
  - 1895 Umbau des Herrenhause im Stile der Neorenaissance und Anlegung des Parks für Dorothea von Eschwege, die bis 1945 im Besitz des Rittergutes blieb und am 9. Mai in den Freitod ging,
  - 1945–1991 Nutzung als Schule durch die Konsumgenossenschaft,
  - 1995 Kauf durch die Gemeinde Cotta.
  - Bauliche Schutzgüter:
    - Erschließung. Zugänge: über Zufahrtstor (neu) nordöstlich des Herrenhauses und über die nordwestlich des Herrenhauses gelegene großzügige Terrasse. Wegesystem: landschaftliches Wegesystem in vereinfachter Form noch ablesbar, mit wassergebundener Decke teilweise mit Kantensteinen aus Granit, teilweise aus Beton. Wasserelemente: mit Sandsteinmauer gefasster ovaler Teich im nördlichen Parkbereich.
    - Gartenbauten: Aussichtsplattform mit darunter liegendem Gondelanlegeplatz aus Sandsteinmauerwerk südöstlich des Teiches, Geländer aus der Zeit der Nutzung als Schule, Terrasse nordwestlich des Herrenhauses mit Stützmauern aus Sandsteinblöcken (bereits Mitte des 19. Jahrhunderts vorhanden – siehe Poenicke) und Treppe mit bogenförmigen Stufen, die ehemals vorhandene Balustrade mit Steinvase durch Geländer ersetzt, der Plattenbelag aus großformatigen Sandsteinplatten durch Betonplatten im Schachbrettmuster ersetzt.

  - Vegetation: sehr vielfältiger und wertvoller Altgehölzbestand aus u. a. Rot-Buche (Fagus sylvatica), Stiel-Eiche (Quercus robur), Pyramiden-Eiche (Quercus robur 'Fastigiata'), Winter-Linde (Tilia cordata), Flatter-Ulme (Ulmus laevis), Berg-Ulme (Ulmus glabra), Pyramiden-Pappel (Populus nigra 'Italica'), Esche (Fraxinus excelsior), Hainbuche (Carpinus betulus), Schwarz-Kiefer (Pinis nigra), Hemlockstanne (Tsuga canadensis) und Eibe (Taxus baccata), einige der Bäume sind mehr als 200 Jahre alt und weisen auf einen Vorgängergarten hin, auf den Meilenblättern und Topographischen Karten sind drei vertikale und eine horizontale Baumreihe zu erkennen, diese sind zum Teil heute noch vorhanden (nicht Bestandteil der Sachgesamtheit).
  - Sonstige Schutzgüter. Bodenrelief: Gelände von Südosten nach Nordwesten hin abfallend, südwestlich des Herrenhauses gelegener Gartenbereich durch Böschungen oder Stützmauern aus Sandstein terrassiert (Stützmauern vermutlich Zutat aus der Zeit der Nutzung als Schule). Blickbeziehung: Blick von der Aussichtsplattform in die nördlich gelegene Landschaft, Blick aus dem Park nördlich des Teichs zugewachsen.
4. ↑  Ehem. Rittergut Cotta. Langgestrecktes, schlossähnliches Herrenhaus von 1662 (bezeichnet an der Fassade 1650), im Neurenaissancestil erneuert 1895, mit Ziergiebeln, Altan, Dachtürmchen, Sitznischenportal. (Dehio Sachsen I, 1996).

Herrenhaus mit Ziergiebeln, Altan, Dachtürmchen und aufwendigem Neorenaissance-Sitznischenportal und zum Teil originaler Ausstattung, Pferdestall mit neogotischer Schaufassade (Nummer 26b), Gärtnerhaus mit Stufengiebel (Nummer 19d), Originalsubstanz teilweise ersetzt (2012), Wohn- und Wirtschaftsgebäude: ehem. Wohnhaus des Verwalters und Kuhstall (Nummer 19e u. 19f).